# Mindre jordfly
Mindre jordfly, Ochropleura plecta,är en fjärilsart som beskrevs av Carl von Linné 1761. Mindre jordfly ingår i släktet Ochropleura och familjen nattflyn, Noctuidae. Arten har livskraftiga, LC, populationer i både Sverige och Finland. Fyra underarter finns listade i Catalogue of Life, Ochropleura plecta anderssoni Lampa, 1885, Ochropleura plecta glaucimacula Graeser, 1888, Ochropleura plecta unimacula Staudinger, 1859 och Ochropleura plecta urupplecta Bryk, 1942

## Bildgalleri

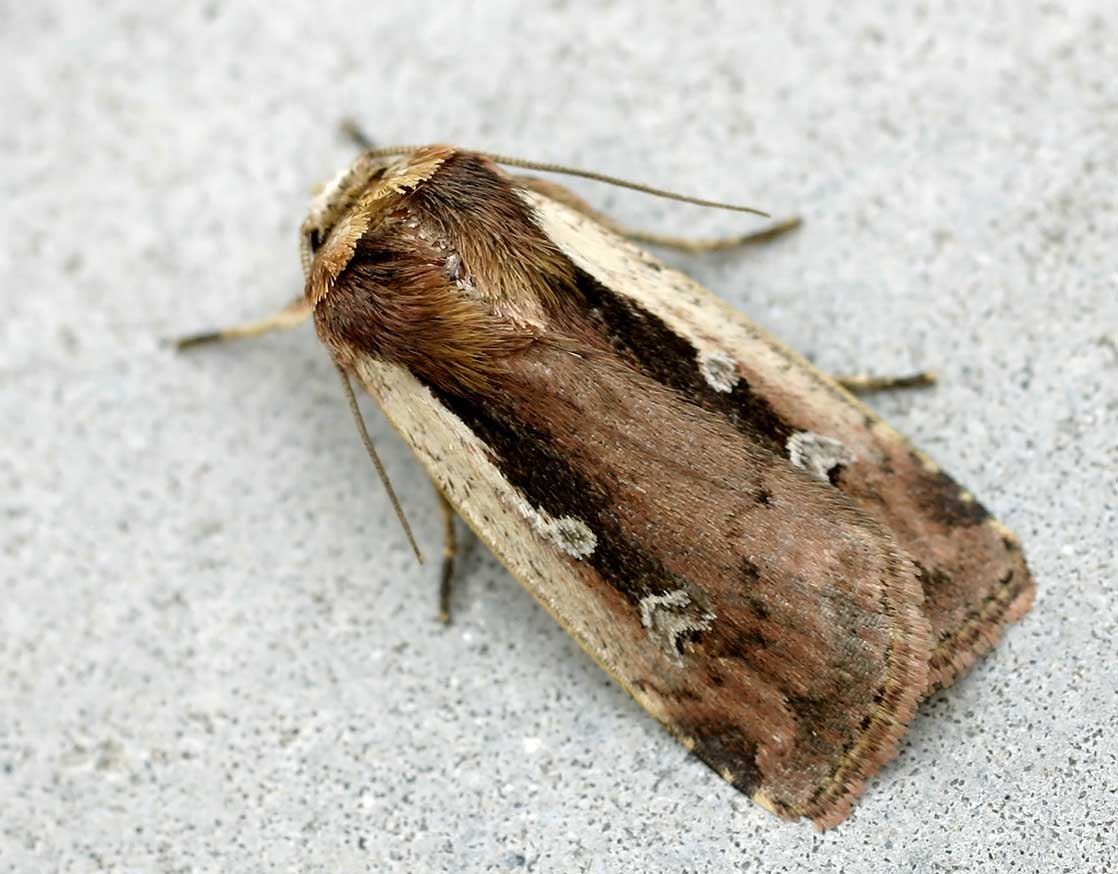
Imago fjäril
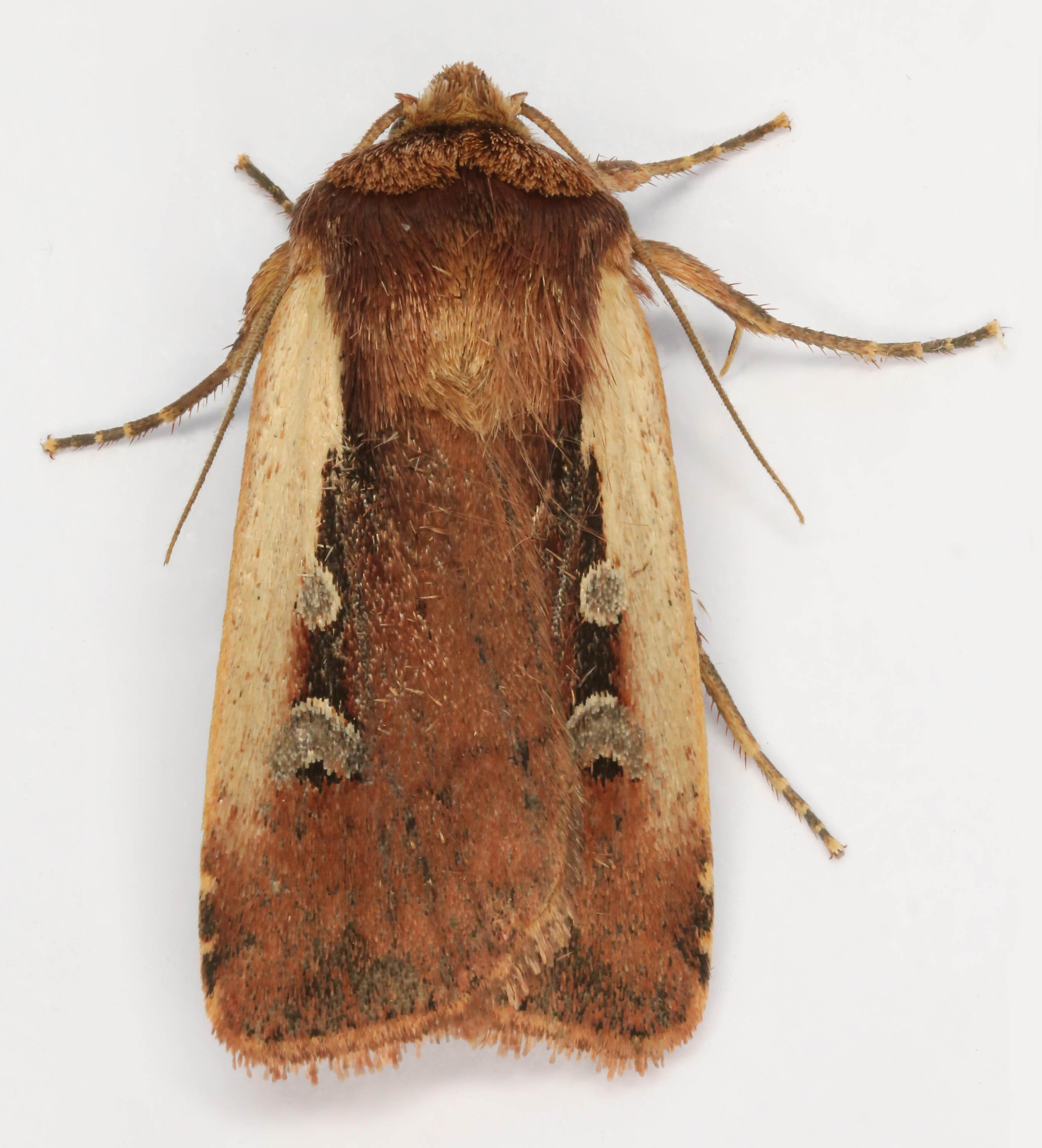
Imago fjäril
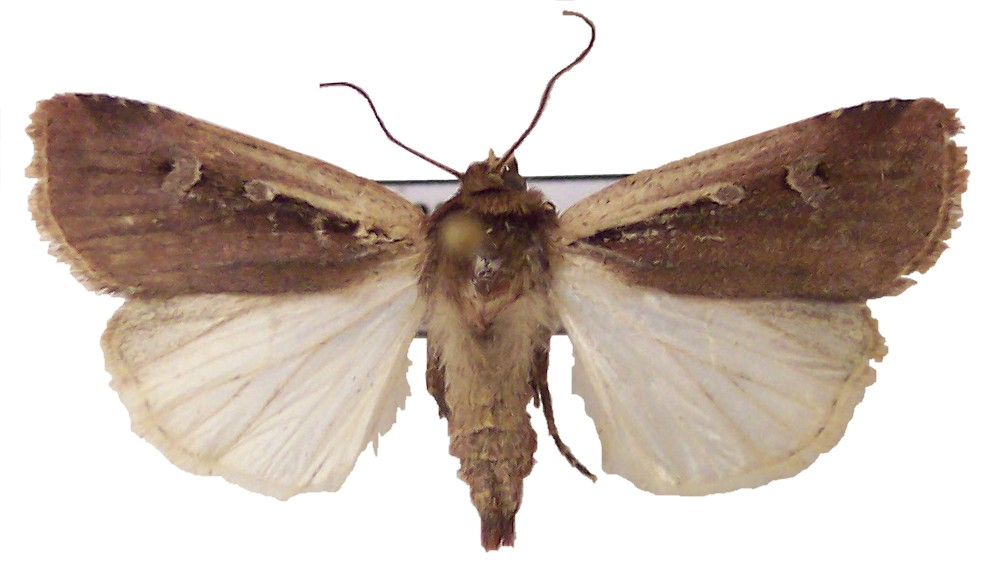
Preparerad (uppnålad) imago fjäril